# Kanton Lorris
Kanton Lorris (francouzsky Canton de Lorris) je francouzský kanton v departementu Loiret v regionu Centre-Val de Loire. Tvoří ho 13 obcí.

## Obce kantonu
- Chailly-en-Gâtinais
- Coudroy
- La Cour-Marigny
- Lorris
- Montereau
- Noyers
- Oussoy-en-Gâtinais
- Ouzouer-des-Champs
- Presnoy
- Saint-Hilaire-sur-Puiseaux
- Thimory
- Varennes-Changy
- Vieilles-Maisons-sur-Joudry